# Odprto prvenstvo ZDA 1978
Odprto prvenstvo ZDA 1978 je teniški turnir za Grand Slam, ki je med 28. avgustom in 10. septembrom 1978 potekal v New Yorku.

## Moški posamično
Jimmy Connors :  Björn Borg, 6–4, 6–2, 6–2 

## Ženske posamično
Chris Evert :  Pam Shriver, 7–5, 6–4

## Moške dvojice
Bob Lutz /  Stan Smith :  Marty Riessen /  Sherwood Stewart, 1–6, 7–5, 6–3

## Ženske  dvojice
Billie Jean King /  Martina Navratilova :  Kerry Melville Reid /  Wendy Turnbull, 7–6, 6–4

## Mešane dvojice
Betty Stöve /  Frew McMillan :  Billie Jean King /  Ray Ruffels, 6–3, 7-6